# Melinda Nadjová Abonjiová

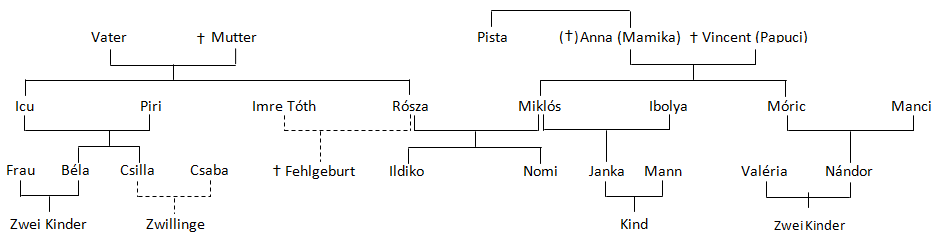
Rodinný strom rodiny Kocsisových v románu Holubi vzlétají

Melinda Nadjová Abonjiová (nepřechýleně Melinda Nadj Abonji; * 22. června 1968, Bečej, Jugoslávie, dnešní Srbsko) je německy píšící spisovatelka maďarského původu. V roce 2010 získala Německou knižní cenu a Švýcarskou knižní cenu za svůj román Holubi vzlétají.

## Život
Melinda Nadjová Abonjiová se narodila v srbské provincii Vojvodina do rodiny z maďarsky mluvící menšiny. Jejím mateřským jazykem je maďarština. V pěti letech emigrovala s rodiči a bratrem do Švýcarska, kde posléze vystudovala germanistiku a historii na univerzitě v Curychu.
Má tři sourozence. Žije v Curychu.

## Literární ocenění (výběr)
- 2010 - Německá knižní cena za román Holubi vzlétají[3][6]
- 2010 - Švýcarská knižní cena za román Holubi vzlétají[3]